# Dekanat Chojnów
Dekanat Chojnów – jeden z 28 dekanatów w rzymskokatolickiej diecezji legnickiej. 
W skład dekanatu wchodzi 9 parafii:
- parafia Przemienienia Pańskiego → Biała
- parafia Niepokalanego Poczęcia Najświętszej Maryi Panny → Chojnów
- parafia św. Piotra i Pawła → Chojnów
- parafia Matki Bożej Szkaplerznej → Grzymalin
- parafia Niepokalanego Poczęcia Najświętszej Maryi Panny → Miłkowice
- parafia Matki Bożej Częstochowskiej → Modlikowice
- parafia św. Antoniego Padewskiego → Niedźwiedzice
- parafia Matki Bożej Różańcowej → Okmiany
- parafia Matki Bożej Częstochowskiej → Rokitki